# Haute-Amance
Haute-Amance település Franciaországban, Haute-Marne megyében. Lakosainak száma 959 fő (2022. január 1.). Haute-Amance Marcilly-en-Bassigny, Arbigny-sous-Varennes, Celsoy, Chatenay-Vaudin, Chaudenay, Culmont, Maizières-sur-Amance, Plesnoy, Rougeux és Torcenay községekkel határos.

## Népesség
A település népességének változása:
| Lakosok száma | 602  | 1190 | 1062 | 1001 | 950  | 944  | 956  | 962  | 964  | 959  |
|               | 1968 | 1982 | 1990 | 2006 | 2013 | 2015 | 2017 | 2019 | 2020 | 2022 |